# Yuzen

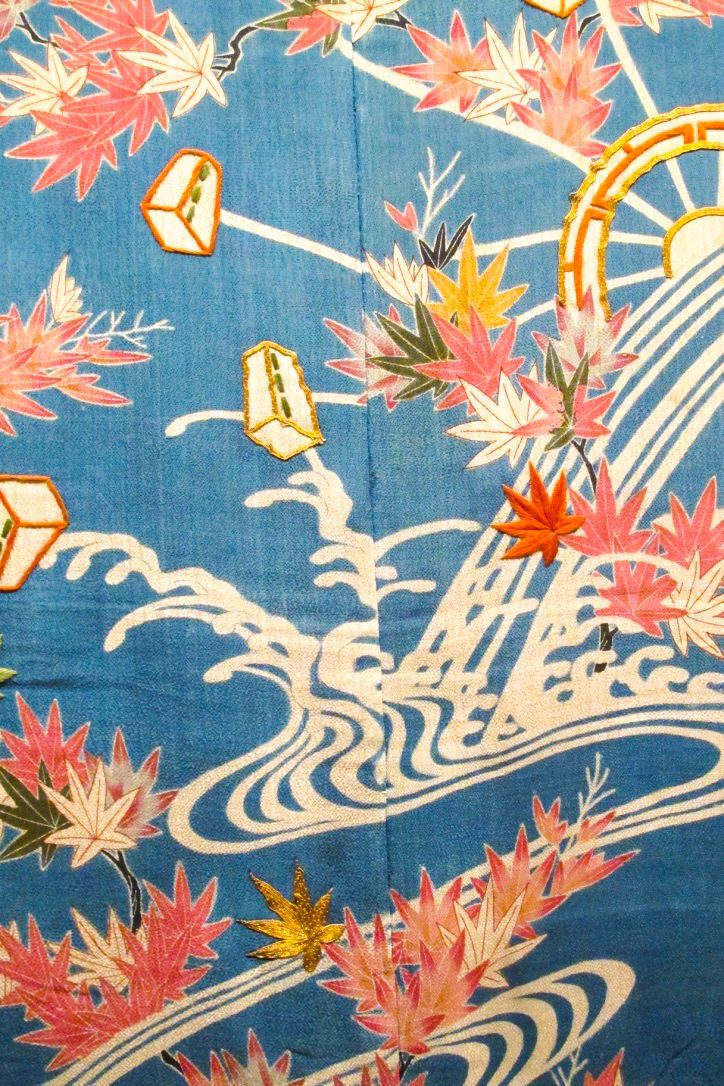
Esempio di decorazione Yuzen (metà del XVIII sec.)

Lo yuzen era una decorazione giapponese che venne portata in auge nel periodo Edo, grazie a una corrente artistica d'abbigliamento chiamata genroku. Lo yuzen-zome fu una tintura a mano libera ottenuta disegnando la scena sulla stoffa con l'ausilio di amido di riso o colla cosparsa attraverso un imbuto in carta e una piccola cannuccia.